# Чин, Ли Лин
Ли Лин Чин — австралийская журналистка и телеведущая, индонезийского происхождения. Наиболее известна работой в компании SBS, в частности выпусками новостной передачи SBS World News.

## Биография
Ли Лин Чин родилась в Джакарте, Индонезия. Выросла в Сингапуре, где в 1968 году и началась её карьера на телевидении и радио. В 1980 году она мигрировала в Австралию, устроившись работать на канал SBS TV переводчиком фильмов с китайского языка. Желая вернуться к работе с прямыми трансляциями, Чин вернулась в ABC Radio сразу в Ньюкасле и Дарвине. В 1992 году, Чин перешла на работу в SBS World News. С 2015 по 2017 год являлась глашатаем от Австралии на конкурсе песни «Евровидение».